# Ignazio Luè
Ignazio Luè (Milano, 13 febbraio 1891 – Milano, 11 gennaio 1970) è stato un pallanuotista e nuotatore italiano.

## Carriera
Nella Rari Nantes Milano, pur non giocando come pallanuotista, ha avuto il suo più grande successo nel 1920, quando è stato convocato con la squadra nazionale di pallanuoto ai Giochi olimpici di Anversa del 1920, dove l'Italia fu eliminata agli ottavi di finale contro la Spagna.
Nel nuoto, invece, ai Campionati italiani è salito quattro volte sul podio, tutte e quattro in una gara a squadre, conquistando un oro e tre argenti.
Venne sepolto al Cimitero Maggiore di Milano, con i resti poi tumulati in una celletta.

## Partecipazioni

### Campionati italiani
| Anno | Edizione | 3x200 m | 3x200 m Fiume | 3x200 m Lago |
| ---- | -------- | ------- | ------------- | ------------ |
| 1908 | Assoluti | 2º      | -             | -            |
| 1910 | Assoluti | -       | 2º            | -            |
| 1911 | Assoluti | -       | 1º            | 2º           |

## Palmarès

### Nuoto
- Oro ai Campionati italiani di nuoto: 1
- Argento ai Campionati italiani di nuoto: 3